# 赤澤伊太郎
赤澤 伊太郎（赤沢、あかざわ いたろう、1851年1月3日（嘉永3年12月2日） - 1920年（大正9年）1月26日）は、明治時代の政治家。実業家。貴族院多額納税者議員。

## 経歴
日向国、のちの宮崎県東臼杵郡門川村（現門川町）出身。赤澤清太郎の長男として生まれ、1857年（安政4年2月）に家督を相続する。
1897年（明治30年）宮崎県多額納税者として貴族院議員に互選され、同年9月29日から1902年（明治35年）10月6日まで在任した。